# Iden (motoryzacja)
Iden – brytyjskie przedsiębiorstwo z siedzibą w Coventry, które zajmowało się produkcją samochodów i istniało w latach 1904–1908.
Składało samochody osobowe wyposażone w silniki cztero- oraz ośmiocylindrowe. Początkowo były wyposażone w napęd na koła tylne, ale firma eksperymentowała z napędem na koła przednie. Znany był model 12 HP o silniku V2 i napędem na koła przednie – uznawany za jedną z pierwszych tego typu konstrukcji w Wielkiej Brytanii.
W 1908 roku zakłady zostały przejęte przez Deasy Motor Car Manufacturing Co. Ltd.

## Modele
| Model    | Rok budowy | Liczba cylindrów | Pojemność | Rozstaw osi  |
| -------- | ---------- | ---------------- | --------- | ------------ |
| 12/16 hp | 1904–1908  | 4                | 2156 cm³  | 2362 mm      |
| 18/22 hp | 1904–1908  | 4                | 3548 cm³  | 2515 mm      |
| 25/30 hp | 1906–1907  | 4                | 4942 cm³  | 2477–3353 mm |
| 40 hp    | 1907       | 8                | 9884 cm³  | 3048 mm      |
| 12 hp    | 1908       | 2                | 2871 cm³  | 2324 mm      |
| 15 hp    | 1908       | 4                | 3548 cm³  | 2515 mm      |
| 20 hp    | 1908       | 4                | 4942 cm³  | 2515 mm      |